# Hermann-Niermann-Stiftung
Die Hermann-Niermann-Stiftung ist benannt nach dem 1905 geborenen und 1984 verstorbenen Düsseldorfer Kaufmann und Industriellen Hermann Niermann, der 1942 in der Schweiz politisches Asyl erhalten haben soll. Die Stiftung privaten Rechts wurde 1977 gegründet, ist gemeinnützig und unterstützt deutsche Minderheiten in Europa.

## Geschichte

### Gründung bis 1987
Bereits Anfang der 1970er Jahre fasste Niermann den Entschluss, mit dem aus der elterlichen Firma erwirtschafteten Vermögen eine Stiftung zur Förderung deutscher Minderheiten zu errichten. Dazu zog er 1976 den österreichischen Südtirol-Aktivisten Norbert Burger als Berater heran, Vorsitzender der rechtsextremen NDP und verstrickt in terroristische Aktivitäten. Dieser wurde 1971 in Italien in Abwesenheit zu lebenslanger Haft verurteilt. Zwar ist unklar, inwieweit Niermann die extremistische Tätigkeit Burgers bekannt war, er selbst aber hat aus seiner deutschnationalen Gesinnung nie ein Geheimnis gemacht. Nach dem Tod des Gründers 1985 übernahm seine Lebensgefährtin Margarete Sänger den Vorsitz der Stiftung. Zwar verhinderte das Innenministerium des Landes Nordrhein-Westfalen eine Berufung Norbert Burgers in die Stiftungsgremien, jedoch geriet die Stiftung in dieser Zeit „weitgehend unter die Kontrolle von in das Stiftungskuratorium gewählten Gesinnungsgenossen des Dr. Burger, die aus Stiftungsmitteln verdeckt und mit konspirativen Absichten die Förderung von Personen, Maßnahmen und Einrichtungen durchsetzten, die ihnen persönlich oder politisch nahe standen“.
Zu den Vertrauten Burgers innerhalb der Stiftung gehörten Herwig Nachtmann, ehemaliger Chefredakteur des als rechtsextrem eingestuften Aula-Magazins, Gernot Mörig, ehemals Bundesführer des rechtsextremen Bundes Heimattreuer Jugend sowie der Düsseldorfer Anästhesist Erhard Hartung, der 1970 in Italien wegen der Beteiligung an Sprengstoffanschlägen in Abwesenheit ebenfalls zu einer lebenslangen Haftstrafe verurteilt worden war. Aus Fördermitteln abgezweigte Gelder flossen an verschiedene Minderheitenparteien, aber auch an extremistische Organisationen wie die elsässische Separatistengruppe Schwarze Wölfe. Erhebliche Summen wurden auch verdeckt nach Südtirol transferiert.

### 1987 bis 1993
Obwohl dem Verfassungsschutz die Verbindung zu internationalen Rechtsextremisten bereits seit 1976 bekannt waren, schritten die Behörden erst gegen Ende 1986 ein, als die Unregelmäßigkeiten in der Vergabe der Fördermittel den Präsidenten des Regierungsbezirks Düsseldorf zur Einsetzung eines Staatskommissars zur vorübergehenden Leitung der Stiftung veranlassten. In dieser Zeit wurde der Ministerialrat im damaligen Bundesministerium für innerdeutsche Beziehungen, Uwe Stiemke, in das Amt des Vorstandsvorsitzenden gewählt. Geschäftsführer wurde Lorenz Paasch, Mitglied der Partei der deutschsprachigen Belgier. Anfang 1988 wurde der Sachwalter zurückgezogen, und die Stiftung erhielt ihre Souveränität zurück. Damit war zwar die verwaltungsmäßige Sanierung der Stiftung gegeben, die vom Staatskommissar geforderte Abberufung der Gesinnungsgenossen Norbert Burgers erfolgte jedoch zunächst nicht. Letztere weigerten sich, aus dem Kuratorium auszutreten. Ausscheidende Mitglieder wurden durch andere Vertraute ersetzt, so dass die Stiftung weiterhin von ihm gesteuert werden konnte.

### Seit 1993
Diese Situation zog sich bis zur Einsetzung eines Notkuratoriums durch den Düsseldorfer Regierungspräsidenten Ende 1993 hin. Erst zu diesem Zeitpunkt konnten die Personen aus dem Umfeld Norbert Burgers endgültig aus den Gremien der Stiftung entfernt werden. 
Vorstandsvorsitzender ist seit 2018 Dr. Andreas Sonntag, selbstständiger Rechtsanwalt in Düsseldorf. Kuratoriumsvorsitzender ist Peter Winter, vormals Abteilungsleiter bei der deutschen Bahn. Stellvertretende Kuratoriumsvorsitzende is Prof. Dr. Iva Zündorf, Germanistin am Institut für Germanistik, Nordistik und Niederlandistik an der Masaryk-Universität Brünn.

## Zielsetzung und Fördertätigkeit
Zielsetzung der Stiftung ist die ideelle und materielle Förderung der Völkerverständigung durch die Unterstützung der […] Belange ethnischer Minderheiten und Volksgruppen verbunden mit dem Erhalt, der Lehre und der Verbreitung der deutschen Sprache und Kultur [...] in Europa und der Förderung des bodenständigen Brauchtums und der Volkskunst. Unterstützt werden soziale, kulturelle und Bildungseinrichtungen sowie wissenschaftliche Institutionen. Die Stiftung vergibt ebenfalls Stipendien an Angehörige geförderter Minderheiten. Die Satzung verbietet Förderungen außerhalb von Minderheitengebieten. Hiervon ausgenommen sind überregionale oder supranationale Minderheitenvereinigungen, deren Arbeit als uneingeschränkt förderungsfähig anzusehen ist.
Die Gesamtsumme der ausgezahlten Fördermittel beläuft sich auf etwa 1 bis 1,5 Millionen Euro pro Jahr, wovon ein Großteil in deutschsprachige Minderheitenregionen in Ungarn, Tschechien, Rumänien, Polen (für Kaschuben und Deutsche im ehemaligen Oberschlesien), Frankreich und der Slowakei fließt. Nachdem die Förderpraxis der Stiftung in der Deutschsprachigen Gemeinschaft Belgiens einen Skandal hervorrief und 1994 zur Einsetzung eines Untersuchungsausschusses führte, werden keine Fördermittel mehr dorthin vergeben. Unter den unterstützten Minderheitenvereinigungen befinden sich die Föderalistische Union Europäischer Nationalitäten und der Bund deutscher Nordschleswiger.

## Beurteilung
In der Beurteilung der Tätigkeit ist klar zwischen der Zeit vor 1987, der Säuberungsphase 1987 bis 1993 und der Zeit nach 1993 zu unterscheiden. Vor 1987 kann klar von direkter politischer Einflussnahme und Unterstützung rechtsextremer Gruppen gesprochen werden, was auch von der Stiftung selbst nicht geleugnet wird. Selbst wenn nach 1993 von einer legalen Fördertätigkeit ausgegangen werden kann, so gibt es doch Kritiker, die einwenden, dass die von der Stiftung betriebene Förderung des „Deutschtums im Ausland“ direkt oder indirekt die Autonomiebestrebungen der deutschsprachigen Minderheiten verstärkt und so zur Schwächung der jeweiligen Staaten zu Gunsten des deutschen Einflusses beiträgt. In diesem Zusammenhang wird auch hingewiesen auf die institutionellen Verbindungen der Stiftung und die persönlichen Kontakte ihrer Verantwortlichen zu Vereinigungen und Parteien, die solche Autonomiebestrebungen direkt fördern, sowie zu Stellen innerhalb des deutschen Innenministeriums.